# Augouardia letestui
Genre
Espèce
Classification phylogénétique
Augouardia letestui est une espèce de plantes à fleurs dicotylédones de la famille des Fabaceae, sous-famille des Caesalpinioideae. C'est un arbre originaire d'Afrique tropicale. C'est l'unique espèce acceptée du genre Augouardia (genre monotypique).

## Étymologie
Le nom générique, « Augouardia », est un hommage à Prosper Philippe Augouard (1852-1921), pasteur et missionnaire  français, qui explora l'Afrique centrale (Congo, Oubangui).
L'épithète spécifique, « letestui », est un hommage à Georges Le Testu, administrateur colonial et collecteur de plantes au Gabon.